# Poczta lotnicza

Załadunek poczty lotniczej w 1958 r.

Poczta Lotnicza – rodzaj transportu przesyłek pocztowych wykorzystującego statki powietrzne (współcześnie samoloty). Wykorzystanie tego typu środków transportu zapewnia znacznie szybsze dostarczanie przesyłek w porównaniu do transportu naziemnego, jednak zazwyczaj wiąże się z większymi opłatami.
Dla przesyłek lotniczych opracowano również specjalną formę listu zwaną aerogramem. Oznakowanie przesyłek lotniczych wymaga zazwyczaj specjalnej naklejki, znaczka lub koperty z nadrukiem.

## Historia

### Poczta balonowa

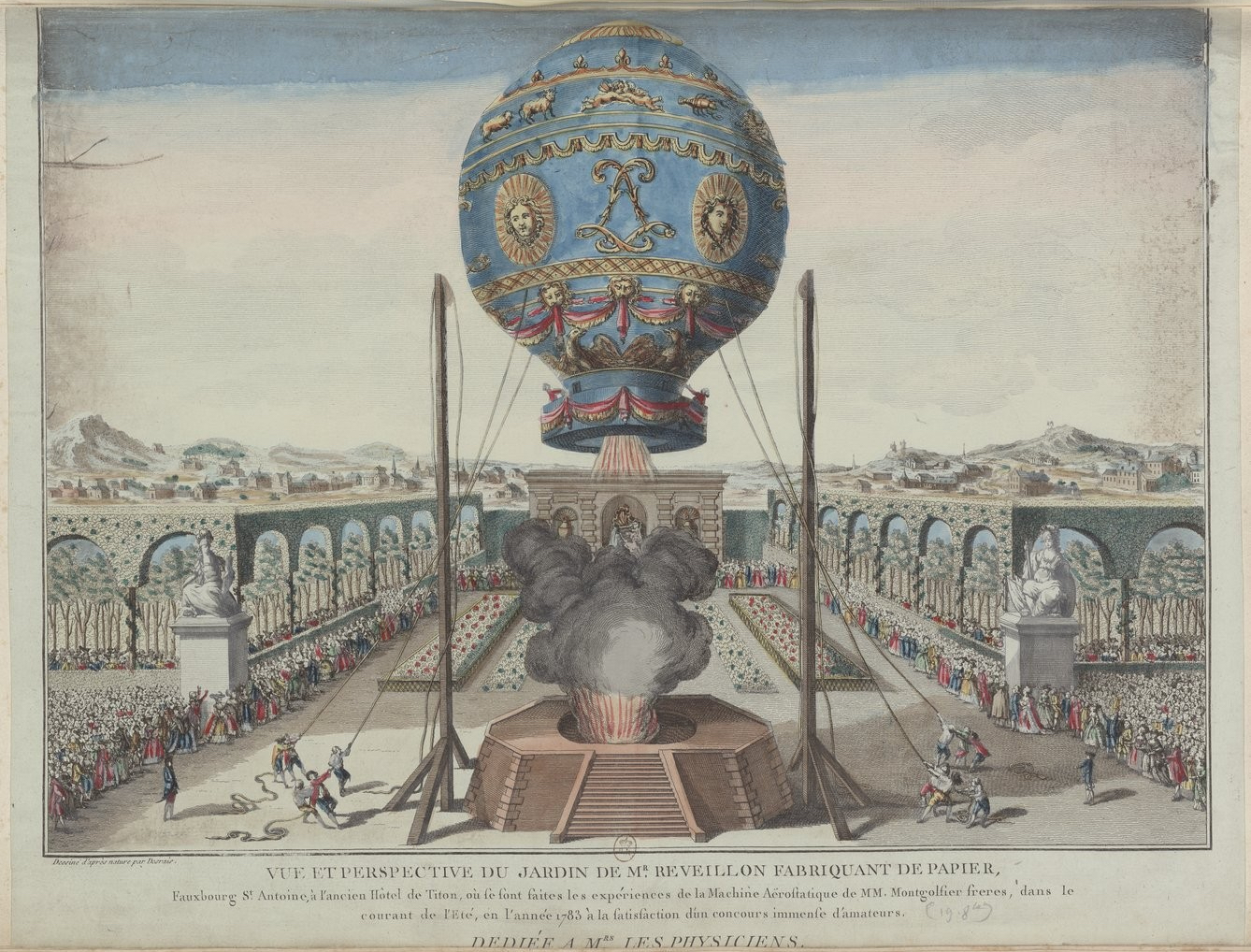

Pierwotnie listy drogą powietrzną transportowano przy wykorzystaniu gołębi (poczta gołębia). Pierwszy przypadek wykorzystania w tym celu urządzenia latającego, stanowił lot balonem 7 stycznia 1785 r. na trasie z Dover do Calais. Z kolei w Stanach Zjednoczonych pierwszy lot powiązany z transportem listu stanowił przelot Jean-Pierre Blancharda z Filadelfii do Deptford w New Jersey. Blanchard zabrał ze sobą prywatny list od George Washingtona z poleceniem przekazania go dowolnemu właścicielowi posiadłości na jakiej uda mu się wylądować.
Balony przewoziły również pocztę z Paryża i Metz podczas wojny francusko-pruskiej (1870), omijając w ten sposób siły oblegających te miasta Niemców. Poczta balonowa była również dostarczana w 1877 podczas przelotów nad Nashville.

### Wynalezienie samolotu
Wynalezienie samolotu w 1903 roku spowodowało natychmiastowe zainteresowanie sposobem użycia go do transportu poczty. Pierwszy oficjalny lot miał miejsce 18 lutego 1911 w Allahabad (Indie, kiedy to Henri Pequet przewiózł 6500 listów na odległość 13 km. Armia Stanów Zjednoczonych odbywała regularne loty między Nowym Jorkiem, Filadelfią a Waszyngtonem w 1918 roku. Pierwszy nocny lot miał miejsce w 1921] roku pomiędzy miejscowościami Omaha a Chicago.

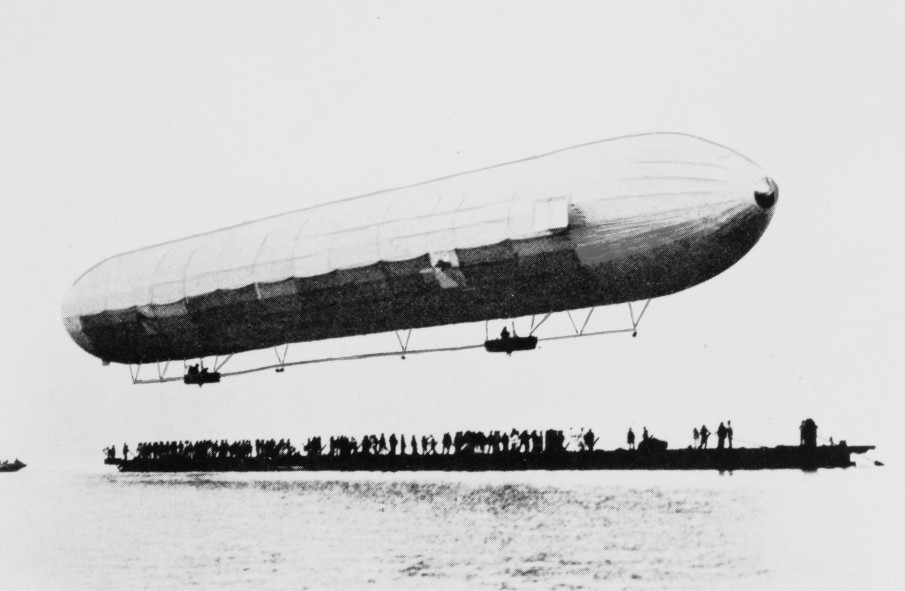

### Sterowce
Sterowce z lat 1920-1940 również przewoziły pocztę, znaną jako poczta sterowcowa. Niemiecki zeppelin był najlepiej widoczny w tej roli i wiele krajów wydawało specjalne znaczki do użycia w poczcie zeppelinowej.

### Rakiety i statki kosmiczne
W latach 1950 ogólny entuzjazm nad rakietami doprowadził do eksperymentów z pocztą rakietową. Taki sposób wysyłki poczty nie został jednak przyjęty. Kilka statków kosmicznych również zabierało na pokład pocztę kosmiczną, czasami nawet w dużych pakietach, oczywiście w celach promocyjnych.